# Vaupillon
Vaupillon är en kommun i departementet Eure-et-Loir i regionen Centre-Val de Loire strax norr om centrala Frankrike. Kommunen ligger i kantonen La Loupe som tillhör arrondissementet Nogent-le-Rotrou. År 2022 hade Vaupillon 461 invånare.

## Befolkningsutveckling
Antalet invånare i kommunen Vaupillon
Referens:INSEE